# USATF Showcase 2021
Das USATF Showcase 2021 war eine Leichtathletik-Veranstaltung die am 6. Juni 2021 im texanischen Prairie View stattfand. Sie war Teil der World Athletics Continental Tour zählte zu den Silber-Meetings, der zweithöchsten Kategorie dieser Leichtathletik-Serie. 

## Resultate

### Männer

#### 200 m
| Platz | Athlet          | Land | Zeit (s) |
| ----- | --------------- | ---- | -------- |
| 1     | Elijah Morrow   | USA  | 20,61    |
| 2     | Jahnoy Thompson | JAM  | 20,79 SB |
| 3     | Amere Lattin    | USA  | 20,83    |
| 4     | Myles Anders    | USA  | 21,21    |
| 5     | César Ramírez   | MEX  | 21,32    |
| 6     | George Caddick  | GBR  | 22,66    |

Wind: +1,8 m/s

#### 800 m
| Platz | Athlet                  | Land | Zeit (min) |
| ----- | ----------------------- | ---- | ---------- |
| 1     | Abraham Alvarado        | USA  | 1:46,11 PB |
| 2     | Olandis Johnson         | USA  | 1:47,54 PB |
| 3     | Drew Piazza             | USA  | 1:47,64 SB |
| 4     | Luca Chatham            | USA  | 1:48,23 PB |
| 5     | Miguel Canto            | MEX  | 1:53,72    |
| 6     | Marco Canto             | MEX  | 1:59,03    |
|       | Alex Sampao (Pacemaker) | KEN  | DNF        |

#### 400 m Hürden
| Platz | Athlet                 | Land | Zeit (s) |
| ----- | ---------------------- | ---- | -------- |
| 1     | Emmanuel Niño Villalta | CRC  | 50,26    |
| 2     | Gerald Drummond        | CRC  | 50,53    |
| 3     | Aldrich Bailey         | USA  | 50,62    |
| 4     | Chris Davis            | USA  | 52,52    |
| 5     | Bryce McCray           | USA  | 53,04    |
| 6     | Andrew Whitaker        | USA  | 53,32    |
| 7     | David-Marquis Patrick  | USA  | 54,05    |
| 8     | Samuel Wing            | USA  | 54,82    |

#### Hochsprung
| Platz | Athletin       | Land | Höhe (m) |
| ----- | -------------- | ---- | -------- |
| 1     | Shelby McEwen  | USA  | 2,26     |
| 2     | Trey Culver    | USA  | 2,21     |
| 3     | Jeron Robinson | USA  | 2,16     |
| 4     | Kason O’Riley  | USA  | 2,11     |
| 5     | Jalan Rivers   | USA  | 2,01     |

#### Kugelstoßen
| Platz | Athletin              | Land | Weite (m) |
| ----- | --------------------- | ---- | --------- |
| 1     | Chukwuebuka Enekwechi | NGR  | 21,53     |
| 2     | Curtis Jensen         | USA  | 19,15     |

#### Diskuswurf
| Platz | Athlet            | Land | Weite (m) |
| ----- | ----------------- | ---- | --------- |
| 1     | Joseph Brown      | USA  | 60,18     |
| 2     | Sam Welsh         | USA  | 59,74     |
| 3     | Marcus Gustaveson | USA  | 59,34     |
| 4     | Luke Vaughn       | USA  | 58,47     |
| 5     | Colin Quirke      | IRL  | 58,26     |
| 6     | Darian Brown      | USA  | 57,10     |
| 7     | Duke Kicinski     | USA  | 55,72     |
| 8     | Eric Masington    | USA  | 54,86     |
| 9     | Gabriel Oladipo   | USA  | 54,67     |
| 10    | Kevin Grubbs      | USA  | 51,49     |

#### Speerwurf
| Platz | Athlet                  | Land | Weite (m) |
| ----- | ----------------------- | ---- | --------- |
| 1     | Marc Anthony Minichello | USA  | 79,24     |
| 2     | Curtis Thompson         | USA  | 78,82     |
| 3     | Michael Shuey           | USA  | 77,24     |
| 4     | Capers Williamson       | USA  | 77,11     |
| 5     | Denham Patricelli       | USA  | 76,55     |
| 6     | Samuel Hardin           | USA  | 75,18     |
| 7     | Riley Dolezal           | USA  | 74,95     |
| 8     | John Ampomah            | GHA  | 73,80     |
| 9     | Ethan Shalaway          | USA  | 70,44     |
| 10    | Brett Thompson          | USA  | 68,60     |

### Frauen

#### 200 m
| Platz | Athletin          | Land | Zeit (s) |
| ----- | ----------------- | ---- | -------- |
| 1     | Natasha Hastings  | USA  | 23,06 SB |
| 2     | Ashley Henderson  | USA  | 23,21 SB |
| 3     | Kenondra Davis    | USA  | 23,45    |
| 4     | Candyce McGrone   | USA  | 24,11    |
| 5     | Samantha Gonzalez | USA  | 24,38    |
| 6     | Trinity Price     | USA  | 24,86    |

Wind: +1,3 m/s

#### 800 m
| Platz | Athletin        | Land | Zeit (min) |
| ----- | --------------- | ---- | ---------- |
| 1     | Allie Wilson    | USA  | 1:59,92    |
| 2     | Kendra Chambers | USA  | 2:01,01 SB |
| 3     | Olivia Baker    | USA  | 2:03,00    |

#### 400 m Hürden
| Platz | Athletin         | Land | Zeit (s) |
| ----- | ---------------- | ---- | -------- |
| 1     | Deonca Bookman   | USA  | 57,02    |
| 2     | Melissa González | COL  | 57,61    |
| 3     | Brooke Jaworski  | USA  | 57,76 SB |
| 4     | Kaitlin Walker   | USA  | 58,13    |
| 5     | Robyn Brown      | PHI  | 58,55    |
| 6     | Sydni Willis     | USA  | 59,79 SB |
| 7     | Kylee O’Connor   | USA  | 60,93    |

#### Hochsprung
| Platz | Athletin            | Land | Höhe (m) |
| ----- | ------------------- | ---- | -------- |
| 1     | Inika McPherson     | USA  | 1,90     |
| 2     | Michelle Spires     | USA  | 1,82     |
| 3     | Priscilla Frederick | ATG  | 1,82     |
| 4     | Evelyn Lavielle     | USA  | 1,72     |

#### Diskuswurf
| Platz | Athletin          | Land | Weite (m) |
| ----- | ----------------- | ---- | --------- |
| 1     | Valarie Allman    | USA  | 67,74     |
| 2     | Shadae Lawrence   | JAM  | 62,48     |
| 3     | Rachel Dincoff    | USA  | 59,78     |
| 4     | Chioma Onyekwere  | NGR  | 57,86     |
| 5     | Micaela Hazelwood | USA  | 54,29     |
| 6     | Chrystal Herpin   | USA  | 51,34     |
| 7     | Nora Monie        | CMR  | 50,38     |

#### Hammerwurf
| Platz | Athletin           | Land | Weite (m) |
| ----- | ------------------ | ---- | --------- |
| 1     | Gwen Berry         | USA  | 72,80     |
| 2     | Lauren Bruce       | NZL  | 72,59     |
| 3     | Jillian Weir       | CAN  | 68,72     |
| 4     | Lara Boman         | USA  | 65,74     |
| 5     | Michaela Dendinger | USA  | 64,64     |
| 6     | Racheal Somoye     | GBR  | 64,01     |
| 7     | Meghan Serdock     | USA  | 63,74     |
| 8     | Kadine Johnson     | JAM  | 57,79     |

#### Speerwurf
| Platz | Athletin                 | Land | Weite (m) |
| ----- | ------------------------ | ---- | --------- |
| 1     | Elizabeth Gleadle        | CAN  | 63,17     |
| 2     | Avione Allgood-Whetstone | USA  | 58,78     |
| 3     | Ariana Ince              | USA  | 54,30     |
| 4     | Katie Reichert           | USA  | 49,46     |